# Богатырёв, Андрей Николаевич
Андрей Николаевич Богатырёв (род. 29 июня 1935) — российский учёный в области машин и агрегатов пищевой промышленности, хранения и переработки с.-х. продукции, член-корреспондент ВАСХНИЛ (1991), член-корреспондент РАСХН (1992), член-корреспондент РАН (2014).

## Биография
Родился 29.06.1935 г. в Москве. Окончил Московский технологический институт мясной и молочной промышленности (1959).
- 1959—1964 инженер, старший инженер, главный инженер проектов «Гипромясо» Минмясомолпрома СССР, одновременно в 1950—1963 гг. преподаватель кафедры «Детали машин» Московского технологического института молочной и мясной промышленности;
- 1964 старший инженер Управления мясной и птицеперерабатывающей промышленности Государственного комитета по пищевой промышленности при Госплане СССР;
- 1965—1970 зам. начальника Управления науки Министерства мясной и молочной промышленности СССР.
- 1970—1991 в Госкомитете СССР по науке и технике: главный специалист, зам. начальника отдела легкой и пищевой промышленности (1970—1980), зам. начальника отдела, зам. начальника (1980—1987), начальник управления агропромышленного комплекса, начальник отдела научно-технического прогресса в агропромышленной сфере (1987—1991).
- 1991—1997 начальник управления научно-технического прогресса в АПК, член Коллегии Министерства науки и технической политики РФ,
- 1993—2000 профессор МГУ пищевой промышленности (МГУПП);
- 2000—2010 зам. директора Института управления, качества, безопасности и экологии предприятий продуктов питания МГУПП.
- с 2010 ФГБНУ «Всероссийский научно-исследовательский институт мясной промышленности им. В. М. Горбатова», научный консультант.

Доктор технических наук (1990), профессор (1995), член-корреспондент ВАСХНИЛ (1991), РАСХН (1992), РАН (2014).
Заслуженный работник пищевой индустрии РСФСР (1987), лауреат премии Совета Министров СССР (1990). Награждён орденом Почета (1995), нагрудным знаком «Изобретатель СССР» (1981), медалью «Ветеран труда» (1987).
Автор (соавтор) более 200 научных трудов, в том числе 36 книг и брошюр. Получил более 50 авторских свидетельств и патентов на изобретения. Книги:
- Интенсификация тепло- и массообмена при сушке пищевых продуктов / соавт. В. Е. Куцакова. — М.: Агропромиздат, 1987. — 236 с.
- Консервирование холодом / соавт. В. Е. Куцакова. — Новосибирск, 1992. — 151 с.
- Приоритеты развития науки и научного обеспечения в пищевых и перерабатывающих отраслях АПК: механизм формирования и реализации: в 3-х ч. / соавт.: О. В. Большаков и др. — М., 1995.
- Основы управления инновациями в пищевых отраслях АПК. Наука, технология, экономика: учеб. / соавт.: А.Х Заверюха и др. — М., 1998. — 843 с.
- Процессы и технологическое оборудование для холодильной обработки пищевого сырья, полуфабрикатов и продуктов: учеб. пособие / соавт.: И. И. Судзиловский и др. — М.: Агроконсалт, 2002. — 530 с. — То же. — 2-е изд., доп. и испр. — М.: Агроконсалт, 2003. — 503 с.